# Джонас Аджетей
Джонас Аджей Аджетей (англ. Jonas Adjei Adjetey; нар. 13 грудня 2003, Аккра) — ганський футболіст, захисник швейцарського клубу «Базель» і збірної Гани.

## Клубна кар'єра
Займався футболом у ганських командах «Грейт Олімпікс» і «Берекум Челсі», а 2022 року перебрався до академії швейцарського «Базеля». 27 січня 2023 переведений до першої команди клубу
. 20 серпня 2023 року дебютував в основному складі «Базеля» в матчі Кубка Швейцарії проти «Сент-Блеза», вийшовши в стартовому складі. 17 грудня того ж року в поєдинку проти «Люцерна» дебютував у швейцарській Суперлізі.
29 серпня 2024 року продовжив контракт з «Базелем» до літа 2028 року. В сезоні 2024–25 провів 35 матчів за «Базель», допомігши команді «оформити» золотий дубль: виграти Суперлігу та здобути Кубок Швейцарії.

## Кар'єра в збірній
Виступав за збірну Гани до 20 років, за яку дебютував у травні 2022 року.
1 вересня 2024 року вперше викликаний до збірної Гани головним тренером Отто Аддо для участі в матчах відбіркового турніру до Кубка африканських націй 2025 проти збірних Анголи та Нігеру замість травмованого Александера Джику, втім в цих поєдинках не брав участі. 15 жовтня в матчі проти збірної Судану дебютував за збірну Гани, вийшовши на заміну травмованому Мохаммеду Салісу.

## Статистика виступів

### Клубна статистика
Станом на 20 серпня 2025 
| Клуб              | Сезон             | Чемпіонат         | Чемпіонат | Чемпіонат | Кубок | Кубок | Єврокубки | Єврокубки | Інші  | Інші | Всього | Всього |
| Клуб              | Сезон             | Дивізіон          | Матчі     | Голи      | Матчі | Голи  | Матчі     | Голи      | Матчі | Голи | Матчі  | Голи   |
| ----------------- | ----------------- | ----------------- | --------- | --------- | ----- | ----- | --------- | --------- | ----- | ---- | ------ | ------ |
| Базель Б          | 2022–23           | Промоушен Ліга    | 16        | 0         | —     | —     | —         | —         | —     | —    | 16     | 0      |
| Базель Б          | 2022–23           | Промоушен Ліга    | 16        | 0         | —     | —     | —         | —         | —     | —    | 16     | 0      |
| Базель Б          | Всього            | Всього            | 32        | 0         | 0     | 0     | 0         | 0         | 0     | 0    | 32     | 0      |
| Базель            | 2023–24           | Суперліга         | 11        | 0         | 1     | 0     | —         | —         | —     | —    | 12     | 0      |
| Базель            | 2024–25           | Суперліга         | 32        | 0         | 6     | 0     | —         | —         | —     | —    | 39     | 0      |
| Базель            | 2025–26           | Суперліга         | 4         | 0         | 0     | 0     | 1         | 0         | —     | —    | 5      | 0      |
| Базель            | Всього            | Всього            | 47        | 0         | 7     | 0     | 1         | 0         | 0     | 0    | 55     | 0      |
| Всього за кар'єру | Всього за кар'єру | Всього за кар'єру | 79        | 0         | 7     | 0     | 1         | 0         | 0     | 0    | 87     | 0      |

### Міжнародна статистика
Станом на 24 березня 2025 
| Збірна            | Сезон             | Товариські | Товариські | Офіційні | Офіційні | Всього | Всього |
| Збірна            | Сезон             | Матчі      | Голи       | Матчі    | Голи     | Матчі  | Голи   |
| ----------------- | ----------------- | ---------- | ---------- | -------- | -------- | ------ | ------ |
| Гана              |                   |            |            |          |          |        |        |
| 2024              | 0                 | 0          | 1          | 0        | 1        | 0      |        |
| 2025              | 0                 | 0          | 1          | 0        | 1        | 0      |        |
| Всього за кар'єру | Всього за кар'єру | 0          | 0          | 2        | 0        | 2      | 0      |

### Матчі за збірну
Станом на 24 березня 2025 
| Матчі Джонаса Аджетея за збірну Гани | Матчі Джонаса Аджетея за збірну Гани | Матчі Джонаса Аджетея за збірну Гани | Матчі Джонаса Аджетея за збірну Гани | Матчі Джонаса Аджетея за збірну Гани | Матчі Джонаса Аджетея за збірну Гани | Матчі Джонаса Аджетея за збірну Гани | Матчі Джонаса Аджетея за збірну Гани |
| №                                    | Дата                                 | Суперник                             | Рахунок                              | Голи                                 | Картки                               | Хвилини                              | Змагання                             |
| ------------------------------------ | ------------------------------------ | ------------------------------------ | ------------------------------------ | ------------------------------------ | ------------------------------------ | ------------------------------------ | ------------------------------------ |
| 1                                    | 15 жовтня 2024                       | Судан                                | 0–2                                  |                                      | 82'                                  | 17'                                  | Відбіркові матчі КАН-2025            |
| 2                                    | 24 березня 2025                      | Мадагаскар                           | 3–0                                  |                                      |                                      | 7'                                   | Відбіркові матчі КАН-2025            |

Всього: 2 матчі / 0 голів; 1 перемога, 0 нічиїх, 1 поразка.

## Досягнення
«Базель»
- Чемпіон Швейцарії: 2024–25[15]
- Володар Кубка Швейцарії: 2024–25[16]